# Pamalayan (Cijeungjing)
Pamalayan is een bestuurslaag in het regentschap Ciamis van de provincie West-Java, Indonesië. Pamalayan telt 5356 inwoners (volkstelling 2010).